# Pacific Orca
Pacific Orca — судно для встановлення вітрових турбін, споруджене для компанії Swire Pacific Offshore (штаб-квартира у Сінгапурі). Однотипне з Pacific Osprey.

## Характеристики
Замовлення на судно виконала у 2012 році корабельня компанії Samsung Shipbuilding&Heavy Industries (Кодже, Південна Корея). За своїм архітектурно-конструктивним типом воно належить до самопідіймальних (jack-up) та має шість опор довжиною по 105 метрів з максимальною довжиною під корпусом 80 метрів. Це дозволяє оперувати в районах з глибинами до 59 метрів.
Для виконання основних завдань Pacific Orca обладнане краном вантажністю 1200 тонн (на висоту 31 метр, при вантажі у 50 тонн висота підйому досягає 110 метрів). Його робоча палуба має площу 4300 м2 та розрахована на максимальне навантаження 15 тонн/м2. Це дозволяє одночасно приймати на борт 12 комплектів вітрових турбін потужністю 3,6 МВт. Також судно здатне встановлювати вітрові турбіни потужністю до 10 МВт.
Пересування до місця виконання робіт здійснюється самостійно із максимальною швидкістю до 13 вузлів, а точність встановлення на позицію забезпечується системою динамічного позиціювання DP2.
На борту наявні каюти для 111 осіб. Доставка персоналу та вантажів може здійснюватись з використанням гелікоптерного майданчика судна, який має діаметр 22 метри та розрахований на прийом машин вагою до 12,8 тонн.

## Завдання судна
Планувалось, що першим завданням для Pacific Orca стане монтаж вітрових турбін на ВЕС DanTysk (німецький сектор Північного моря), проте в підсумку цю роботу, яка з певних причин була відтермінована з 2013 на 2014 рік, доручили іншому судну тієї ж компанії — Pacific Osprey. Що стосується Pacific Orca, то з травня 2013-го воно розпочало роботи над монопальними фундаментами на ВЕС Вест-оф-Даддон-Сандс в Ірландському морі біля узбережжя Камбрії, де спорудило 78 таких об'єктів (інші 30 припали на долю Sea Installer).
В 2014-му судно спорудило 76 із 77 фундаментів на німецькій ВЕС Боркум-Рифгрунд 1 (Північне море на захід від острова Боркум).
Від середини літа 2015-го та до лютого наступного року судно було зайняте на спорудженні 72 монопальних фундаментів на іншій німецькій північноморській ВЕС Зандбанк.
В 2016 році судно (разом з MPI Discovery) провело роботи зі спорудження фундаментів на ВЕС Рампіон у протоці Ла-Манш. Для пришвидшення процесу необхідну оснастку доставило судно MPI Resolution.
У травні 2017 року Pacific Orca розпочало монтаж вітрових турбін на розташованій в Північному морі біля узбережжя Саффолку ВЕС Галлопер (з вересня йому на допомогу прийшло інше спеціалізоване судно Bold Tern).
В березні 2018 року судно прибуло до данського Есб'єргу для отримання турбін британської ВЕС Абердін, що споруджувалась в Північному морі біля узбережжя Шотландії.